# Delta dimidiatipenne
Delta dimidiatipenne (лат.) — вид одиночных ос семейства Vespidae.

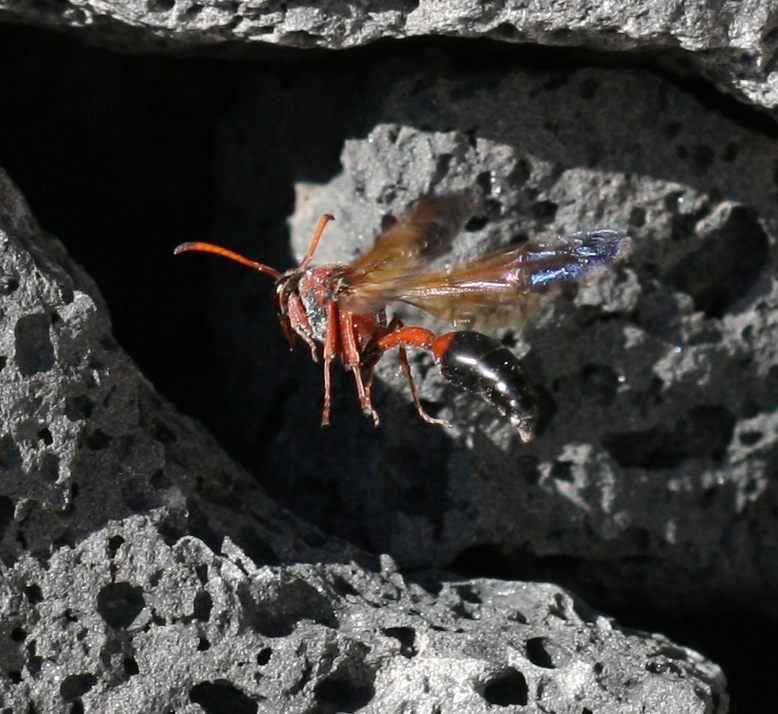
Delta dimidiatipenne

## Распространение
Европа, Крым, Закавказье, Туркмения, горы Киргизии и Таджикистана.

## Описание
Представители полов схожи, но самец немного мельче и стройнее и имеет желтое лицо.

## Биология
Гнездо самка строит из смеси песка или грязи со слюной.
Строят крупные свободные ячейки из грязи. Провизия — личинки жуков.

## Классификация
Выделяют несколько подвидов:
- Delta dimidiatipenne aschabadense (Rad., 1893)

## Синонимы
- Eumenes transcaspicus Morawitz, 1895